# Juan Luis Guerra
Juan Luis Guerra Seijas (Santo Domingo, 7 giugno 1957) è un cantante e musicista dominicano.
È annoverato tra i principali rappresentanti della musica dei Caraibi. Ha saputo unire vari elementi della musica dominicana con testi di ispirazione cristiana e un tocco d'humour creando un vero e proprio stile personale da lui chiamato mamborengue vincendo 18 Grammy Award nel genere musica latina (di cui 3 negli Stati Uniti).

## Inizi
Ha studiato musica al Conservatorio di Santo Domingo, per poi recarsi al Berklee College of Music nella città di Boston per imparare composizione e arrangiamento.

## Carriera
Dopo il suo ritorno nella Repubblica Dominicana, ha fatto uscire il suo primo disco, Soplando (1984) con la band Cuatro y Cuarenta, formata con dei musicisti locali. Dopo due altri album, Mudanza y Acarreo del 1985 e Mientras Más Lo Pienso Tú del 1987, la band diventò molto celebre nel paese.
Il loro quarto disco, Ojalá Que Llueva Café (1989), ebbe successo in tutta l'America Latina. Dopo il loro quinto disco, Bachata Rosa (1990), Guerra diventò famoso a livello internazionale, ottenendo il suo primo Grammy award. Il disco contiene numerose canzoni d'amore come Burbujas de Amor, Bachata Rosa, Rosalía, Como Abeja al Panal, A Pedir Su Mano, Carta de Amor o Estrellitas y Duendes.
Il suo sesto album, Areíto (1992), fu molto controverso poiché parlava della povertà nella Repubblica Dominicana e nel resto dell'America Latina; il clip della canzone El costo de la vida fu censurato in molti Paesi.
Il suo album seguente, Fogaraté! (1994), fu molto più pacato e non conteneva nessuna esplicita canzone di protesta.
Con il suo ottavo disco, Ni es lo Mismo ni es Igual (1998) ha ottenuto tre Latin Grammy award nel 2000. In questo disco, si può apprezzare un pezzo che ha riscosso un grande successo per i suoi contenuti politici; "El Niágara en Bicicleta" è infatti un brano che segue un ritmo Merengue, e che critica la situazione sanitaria degli ospedali dell'America Latina. Il pezzo evidenzia il carattere sociale della musica di Juan Luis Guerra, che si fa portavoce di uno scontento marcato verso la sanità pubblica, da parte di una fetta della popolazione sudamericana.
Il suo nono album, Para Ti (2004), riflette la sua conversione al Cristianesimo evangelico contenendo numerose canzoni ispirate alla religione. Ha ottenuto due premi nel Billboard Music Award per la canzone Las Avispas. Allo stesso tempo, la Academia de Música della Spagna gli ha consegnato un Premio especial latino per il suo contributo dato alla musica del suo Paese e dei Caraibi.
Nel 2006 ha collaborato, nella canzone Bendita Tu Luz, con il gruppo messicano Maná alla realizzazione del loro album "Amar es combatir".
Con il suo decimo disco, La Llave de Mi Corazón (2007), ha ottenuto cinque Latin Grammy award, nell'album canta insieme alla collega Chiara Civello, nel brano Something good.
La sua canzone Visa para un sueño è contenuta nel film Caro diario di Nanni Moretti. La sua canzone Burbujas de Amor è stata ripresa dalla cantante italiana Antonella Ruggiero che ne ha riscritto il testo in italiano con il titolo Dissolta in te. La canzone è contenuta nel suo album del 2005 Big Band!. La sua canzone Ojalá Que Llueva Café è stata ripresa dalla cantante italiana Teresa De Sio nel suo album del 1993 La mappa del nuovo mondo con testo in italiano e con il titolo Fa che piova caffè nel campo.
Nel 2009 la sua canzone La Travesia viene usata come canzone della sigla iniziale della sitcom Albergo Very Strong con il duo comico Manuel & Kikka, su Telenorba.

## Discografia
| Anno di pubblicazione | Titolo                                        | Etichetta discografica                    |
| 1984                  | Soplando                                      | Audiolab (República Dominicana)           |
| 1985                  | Mudanza Y Acarreo                             | Karen Records                             |
| 1987                  | Mientras más lo pienso... tú                  | Karen Records                             |
| 1988                  | Los Grandes Éxitos de Juan Luis Guerra y 4.40 | Karen Records                             |
| 1989                  | Ojalá Que Llueva Café                         | Karen Records                             |
| 1990                  | Bachata Rosa                                  | Karen Records                             |
| 1991                  | Romance Rosa                                  | Polygram (Brasil)                         |
| 1991                  | El Original 4.40                              | Warner Music Latin                        |
| 1992                  | Areíto                                        | Karen Records                             |
| 1994                  | Fogaraté                                      | Karen Records                             |
| 1995                  | Grandes Exitos de JLG y 440                   | Karen Records                             |
| 1998                  | Ni Es Lo Mismo, Ni Es Igual                   | Karen Records                             |
| 2000                  | Colección Romántica                           | Karen Records                             |
| 2004                  | Para Ti                                       | VeneMusic (Estados Unidos)                |
| 2007                  | La Llave De Mi Corazón                        | EMI Music Latin (EE.UU.)                  |
| 2007 - 2 ottobre      | La Llave de mi Corazón Fan Edition            | EMI Music Latin (EE.UU.)                  |
| 2010                  | A Son de Guerra                               | EMI Music Netherlands BV.                 |
| 2012                  | Colección Cristiana                           | EMI Music                                 |
| 2014                  | Todo tiene su hora                            | Capitol Latin                             |
| 2019                  | Literal                                       | UMLE - Latino                             |
| 2020                  | Privé                                         | Blessed Publishing LLC / Juan Luis Guerra |
| 2021                  | Entre Mar y Palmeras                          | RIMAS                                     |